# Barbara Farkas-Erlacher
Barbara Farkas-Erlacher, auch Barbara Erlacher-Farkas (* 15. Juni 1936 in Riga, Lettland; † 11. November 2019 in Vösendorf, Niederösterreich), war eine österreichische Psychotherapeutin und Proponentin des österreichischen Psychodramas.

## Leben
Barbara Farkas-Erlacher wurde am 15. Juni 1936 in Riga als von Grosberg in eine aristokratische Familie geboren. 1942, im Alter von sechs Jahren, musste sie in das heutige Österreich fliehen.
Psychodrama lernte sie bei Grete Leutz am Moreno-Institut Überlingen kennen. Ihre Erfahrungen fasste sie in dem von ihr und Christian Jorda 1996 herausgegebenen Buch „Monodrama. Heilende Begegnung vom Psychodrama zur Einzeltherapie“ zusammen.
Barbara Farkas-Erlacher starb 2019 im Alter von 83 Jahren in Vösendorf, Niederösterreich, und liegt am Perchtoldsdorfer Friedhof begraben.

## Ehrungen
Barbara Farkas-Erlacher erhielt 2006 den Österreichischen Psychologiepreis.
2013 wurde sie mit dem Goldenen Verdienstzeichen der Republik Österreich ausgezeichnet.

## Publikationen
- Barbara Erlacher-Farkas, Christian Jorda: Monodrama – Heilende Begegnung Vom Psychodrama zur Einzeltherapie, Springer, Wien [u. a.] 1996, ISBN 978-3-211-82835-9